# Johnson Bwalya
Pour les articles homonymes, voir Bwalya.
Johnson Bwalya, né Amish Bwalya le 3 décembre 1967 à Mufulira est un joueur de football internation zambien. 
Il a notamment participé aux Jeux olympiques de 1988 et à la Coupe d'Afrique des nations en 1994 et en 1996. En 1993, il échappe au crash du vol 319 Zambian Air Force, qui a décimé l'équipe de Zambie de football.

## Carrière
Johnson Bwalya naît le 3 décembre 1967 à Mufulira en Zambie sous le nom d'Amish Bwalya, avant de se voir attribuer le prénom de Johnson à l’école. Il commence le football dans le club local des Butondo Western Tigers. En 1986, il rejoint le Mufulira Wanderers Football Club et remporte le trophée de meilleur joueur de l’année dès sa première saison. En 1987, il fait ses débuts avec la Zambie lors d’un match de qualification pour les Jeux africains face au Malawi.
Fin 1986, il bénéficie d’une bourse d’une entreprise suisse, spécialisée dans la construction de matériel de brasserie active en Afrique et en Zambie, pour étudier en Suisse. Après des tests concluants, il est recruté par le FC Fribourg, alors pensionnaire de première ligue.
Il commence la saison 1987-1988 en Suisse, au FC Fribourg, avant de rejoindre, durant l'hiver, le FC Sion, avec les espoirs du club où il est prêté.
Il participe, durant l’été, aux Jeux olympiques de 1988 et permet à son équipe de se qualifier pour les quarts de finale de la compétition, une première pour une nation africaine. Mais lors du match face à l’Allemagne de l’Ouest, il se blesse et perd sa place en sélection zambienne pour quatre ans. Il s’engage ensuite avec le MSV Duisbourg, qui évolue en Oberliga allemande.
Durant la saison 1989-1990, Bwalya est de retour à Fribourg, où il retrouve son compatriote Geoffrey Mulenga. Il quitte à nouveau le FC Fribourg en 1992, pour s’en aller au FC Bulle, alors néopromu en Ligue nationale A. Il échappe, le 27 avril 1993 au crash du vol 319 Zambian Air Force qui a décimé l’équipe de Zambie de football, alors qu’il devait rejoindre ses coéquipiers directement à Dakar. Bwalya fait ensuite partie des leaders de la nouvelle équipe formée, en compagnie de son homonyme Kalusha Bwalya. En 1994, il participe à la Coupe d'Afrique des nations, qu’il termine à la deuxième place. Après la relégation du FC Bulle en première ligue, il rejoint le SC Kriens où il est prêté par le club gruérien. Après une saison à Kriens, il est à nouveau prêté par Bulle, cette fois-ci au FC Lucerne, pensionnaire de Ligue nationale A.
En 1996, il participe une nouvelle fois à la CAN et finit à la troisième place. Après le tournoi, son club, le FC Lucerne, se retrouve sans nouvelles de sa part. Après un passage aux SR Delémont, il revient au FC Bulle en 1998 en première ligue, avant de jouer avec le FC Grandvillard/Enney en troisième ligue fribourgeoise.